# Javier González (siatkarz)
Javier González (ur. 21 stycznia 1983) – kubański siatkarz, grający na pozycji rozgrywającego. 

## Sukcesy klubowe
Puchar CEV:
- 2009

Puchar Rumunii:
- 2013

Mistrzostwo Rumunii:
- 2013

Puchar Challenge:
- 2017

Mistrzostwo Francji:
- 2017, 2022[1]
- 2018

Superpuchar Francji:
- 2017